# Florens
För andra betydelser, se Florens (olika betydelser).
Florens (italienska Firenze; latin Florentia) är en stad och kommun på en slätt vid foten av Apenninerna, på ömse sidor om floden Arno i mellersta Italien, huvudstad i regionen Toscana och huvudort i storstadsregionen Florens, innan den 31 december 2014 provinsen Florens. Florens var under medeltiden ett finansiellt centrum och är idag Italiens åttonde största stad.
År 1982 sattes Florens historiska centrum upp på Unescos världsarvslista. Staden är säte för ett ärkebiskopsämbete sedan 1420.

## Historia
Florens finns nämnd redan 59 f.Kr. som Florentia då romerska krigsveteraner erhöll mark där, eftersom jorden var bördig. De byggde upp staden efter samma mönster som ett militärläger, och fortfarande har detta mönster bevarats i stadskärnan. Kejsare Diocletianus utsåg senare Florens till provinsen Tuscias huvudstad.
Sankt Minias, som halshöggs i Florens omkring år 250, var stadens förste martyr, och Basilica di San Miniato al Monte uppfördes på platsen för martyriet. Strax därefter blev staden biskopssäte.
Staden hamnade under olika härskare, och under det ostrogotiska styret på 300-talet minskade befolkningen kraftigt. Karl den store erövrade staden 774, och den införlivades i Toscana och blev därmed en del av det tysk-romerska riket. Markgreve Hugo inledde en gyllene period i historien omkring år 1000. År 1115 blev staden ånyo en autonom stat. Visserligen gjorde sig kejsarmakten åter gällande under Fredrik Barbarossa, som lät insätta en podestà i stadsstatens styrelse, men adelssläkterna utgjorde statens verkliga styrelse. Senare gjorde de högre borgerskapet i Florens uppror mot adelsmännen, och efter en blodig kamp tilltvingade sig de ledande handels-, industri-, och finansfamiljerna 1282 makten i rådet. Efter en revolution, ledd av Giano della Bella, antogs 1293 en författning Ordinamento di giustizia, som gav borgerskapet full makt och utestängde alla adelsmän från medborgerliga rättigheter.
1300-talet präglades av djupgående konflikter mellan de som stödde den tysk-romerske kejsaren (ghibelliner) och de som stödde påvemakten (guelfer). De som stödde kejsarmakten tvingades 1302 gå i landsflykt; bland dessa fanns skalden Dante Alighieri.
I Florens idkades under medeltiden en betydande konstnärlig verksamhet som ännu blomstrar. Under medeltiden deltog Florens i den levantiska handeln. Till en början skedde detta genom republiken Genuas förmedling, men efter 1421 med egna skepp, sedan Florens hade köpt Livornos hamn av genuesarna. Man lyckades även 1406 erövra Republiken Pisa och därmed den vägen få en egen hamn. Man tillverkade eller beredde och sålde varor till Orienten, i synnerhet ylletyger. Under 1200- och 1300-talen drev florentinarna (bland andra husen Peruzzi och Bardi) en omfattande bankverksamhet, och införde valutan floriner, införd 1252. En högskola inrättades redan 1349, men låg tidtals nere och flyttades 1473 till Pisa.
Florens var renässansens och humanismens vagga och här utvecklades en upplysningstradition, där stadslivet hade stor betydelse för vetenskap, konst och arkitektur.
Bankirfamiljen Medici kom till makten i Florens 1434 då Cosimo den äldre blev utnämnd till gran maestro. Ätten behöll makten ända fram till 1737, då den dog ut. Två gånger drevs familjen ut ur staden, och Florens blev då republik under några år omkring 1500. År 1537 blev Toscana ett storhertigdöme (Storhertigdömet Toscana) och Cosimo I utnämndes till storhertig. Niccolò Machiavelli, Francesco Guicciardini och Poggio Bracciolini har skrivit om dessa politiskt komplicerade år.
Efter att ätten dött ut 1737 införlivades Toscana med Österrike. År 1861 blev det en provins i Italien, och Florens var också landets huvudstad 1865–1870.
Under andra världskriget ockuperades Florens av tyskarna ett år, men staden undgick större skador.

## Klimat
Vädret i Florens är underkastat stora växlingar – medeltemperaturen i januari är 4,8 °C, i juli 24,6 °C, för året i medeltal 14,3 °C. Klimatet är ett fuktigt subtropiskt klimat (Köppens system typ Cfa), kännetecknat av varma somrar och relativt nederbördsrika vintrar.
Stadens karaktär beror mycket på floden Arno, som om sommaren har betydligt lägre vattenstånd än på vintern, då den i extrema fall kan svämma över. En av de mer kända översvämningarna skedde i november 1966, varvid staden på vissa ställen låg under två meter vatten och många konstverk och sällsynta böcker gick förlorade.
Uppmätta normala temperaturer och -nederbörd i Florens:
|                                            | Jan  | Feb  | Mar  | Apr  | Maj  | Jun  | Jul  | Aug  | Sep  | Okt  | Nov  | Dec  |
| ------------------------------------------ | ---- | ---- | ---- | ---- | ---- | ---- | ---- | ---- | ---- | ---- | ---- | ---- |
| Normaldygnets maximitemperaturs medelvärde | 10,1 | 12,0 | 15,0 | 18,8 | 23,4 | 27,3 | 31,1 | 30,6 | 26,6 | 21,1 | 14,9 | 10,4 |
| Normaldygnets minimitemperaturs medelvärde | 1,4  | 2,8  | 4,9  | 7,7  | 11,3 | 14,7 | 17,2 | 17,0 | 14,2 | 10,0 | 5,5  | 2,4  |
|                                            |      |      |      |      |      |      |      |      |      |      |      |      |
| Nederbörd                                  | 73   | 69   | 80   | 78   | 73   | 55   | 40   | 76   | 78   | 88   | 111  | 91   |

| Diagram | temperaturer i °C • månadsnederbörd i mm | temperaturer i °C • månadsnederbörd i mm | temperaturer i °C • månadsnederbörd i mm | temperaturer i °C • månadsnederbörd i mm | temperaturer i °C • månadsnederbörd i mm | temperaturer i °C • månadsnederbörd i mm | temperaturer i °C • månadsnederbörd i mm | temperaturer i °C • månadsnederbörd i mm | temperaturer i °C • månadsnederbörd i mm | temperaturer i °C • månadsnederbörd i mm | temperaturer i °C • månadsnederbörd i mm | temperaturer i °C • månadsnederbörd i mm |
|         | 73 10 1                                  | 69 12 3                                  | 80 15 5                                  | 78 19 8                                  | 73 23 11                                 | 55 27 15                                 | 40 31 17                                 | 76 31 17                                 | 78 27 14                                 | 88 21 10                                 | 111 15 6                                 | 91 10 2                                  |

## Stadsbild

Katedralen Santa Maria del Fiore

När den gamla ringmuren togs bort (efter 1865) utökades Florens yta, men till följd av att flera gamla kvarter revs (Ghetto med flera i Centro) för att ge plats åt ett nytt gatunät har många intressanta byggnader och historiska minnesmärken försvunnit.
Över floden Arno leder sex broar. Den äldsta och märkvärdigaste av dessa är Ponte Vecchio med sina berömda guldsmedsbodar och sin täckta gång, som leder från Palazzo degli Uffizi (Uffizierna) över till Palazzo Pitti och nu utgör en förvaringsplats för handteckningar och kopparstick. Men sin egentliga karaktär får Florens av sina mörka, fästningslika, enkla och förvisso i hög grad ädla palats, vilka under den första delen av medeltiden inte var annat än släktborgar, avsedda att kunna utstå en belägring under de inbördes stridigheterna. Det finns hela gator, som får sin karaktär av dessa mörka stenkolosser, varifrån den moderna arkitekturform som kallas rustica först uppstått. Gotiken gav dem i viss mån form med förädlade fönster och gårdar, och från dessa dagar återstår några märkvärdiga exemplar.
Främst står det enorma Palazzo Vecchio, rik på historiska minnen och som med sitt fantastiska, skyhöga torn når 94 meter över marken (både palats och torn har murkrön höga som trevåningshus). Därnäst kommer Bargello med en pittoresk medeltidsgård och ädla forngemak, i vilka Florens nu inrett sitt nationalmuseum, och slutligen Orcagnas Loggia dei Lanzi (påbörjad före 1376), under vars väldiga öppna valv republikens överhet officierade sina högtidligaste förrättningar.

## Sport
Volleybollklubben Azzurra Volley Firenze har sedan 2022 sitt säte i staden.